# Топаз, Дуду
Ду́ду Топа́з (ивр. דודו טופז‎; 20 сентября 1946, Хайфа — 20 августа 2009) — израильский шоумен, телеведущий и актёр.
Вёл собственную передачу на израильском телевидении.

## Биография
Настоящее имя — Давид Гольденберг (דוד גולדנברג). Родители — Элиягу и Лили Гольденберг. Отец был известным диктором, актёром и режиссёром.
Военную службу проходил в военном оркестре под руководством известного комика Дуду Дотана. После демобилизации учился театральной игре в Лондоне. После возвращения участвовал в юмористической радиопередаче «לצון נופל על לצון» вместе с Дуду Дотаном, Авшаломом Кором, впоследствии известным журналистом) и другими, а также был актёром в Хайфском театре. Затем вёл на телевидении юмористические и развлекательные программы. В 1970-е годы был одним из самых популярных юмористов в Израиле.
27 июня 1981, во время предвыборной кампании по выборам в Кнессет десятого созыва, заявил на предвыборном собрании Маараха: «Приятно видеть, что здесь нет чахчахов, которые срывают предвыборные собрания… чахчахов Ликуда из Мецудат-Зеэв». Слово «чахчах», согласно словарю ивритского сленга Дана бен-Амоца и Нативы бен-Иегуда, в то время было кличкой евреев из Северной Африки (то есть прежде всего из Марокко). На следующий день лидер Ликуда Менахем Бегин произнёс гневную речь, в которой осудил Дуду Топаза за оскорбление сефардов, причём имя Дуду Топаз он демонстративно прочёл по бумажке. На выборах Маарах потерпел поражение. Премьер-министром Израиля снова стал Бегин, а правящей партией — Ликуд. Дуду Топаз вынужден был покинуть страну и вернулся лишь спустя три года.
По возвращении вёл программу «פליטת פה» (ивритская идиома, означающая случайно вырвавшиеся слова). Персонажами этой программы часто были вызывающие симпатию простые люди с сильным марокканским акцентом. Одна из его передач была посвящена проблематичности иврита и тому, что высказывание о «чахчахах» было неправильно понято. Программа шла несколько месяцев и была чрезвычайно популярной. За ней последовали другие; начавшаяся в конце 1993 программа «הראשון בבידור» («первый в развлекательных программах», то есть Топаз объявлял себя самым лучшим комиком) в одном из выпусков поставила рекорд рейтинга — 51,1 %. Кроме того, Топаз вёл на радио неюмористическую передачу «Ночные птицы беседуют», в которой слушатели рассказывали о своих проблемах и интересных случаях из жизни. В середине 1990-х программы Топаза были самыми популярными в Израиле. В то время они шли по второму каналу израильского телевидения. В начале 1990-х годов снял несколько «учебных» фильмов для репатриантов из СНГ. Среди русскоязычной аудитории популярностью не пользовался.
В 2004 году компания «Кешет», обладавшая в то время лицензией на вещание по второму каналу, решила прекратить отношения с Топазом. Причиной было его возмутительное поведение (см. раздел «Скандалы»). Компания «Кешет», однако, проиграла очередной конкурс и потеряла лицензию. Новый хозяин второго канала, компания «Решет», заключила контракт с Топазом. Однако рейтинг его программы «הכל זז עם דודו טופז» («всё движется с Дуду Топазом»), выходившей с ноября 2005, был низок. Сразу после окончания контракта Топаз перешёл на 10-й канал, где с сентября 2006 вышел с новой программой. Но и там рейтинг был низок. Кроме того, конкурирующий 2-й канал вложил сотни тысяч долларов в «войну» с 10-м каналом, демонстрируя качественные телепередачи во время выхода программы Топаза. Последний был вынужден закрыть свою программу, а в мае 2007 официально заявил, что не собирается её возобновлять.
В сентябре 2007 года на 10-м канале был показан документальный автобиографический сериал «Дуду ищет любовь» о жизни Дуду Топаза. Дуду Топаз создал этот сериал и сыграл в нём главную роль.
Сыграл главную роль в сериале «Куклы» кабельного канала HOT.
В 2008 выпустил развлекательную программу «Вкус жизни».

## Скандалы
В 1995 году обвинялся в нападении на телевизионного критика из газеты «Маарив», на которого Дуду обиделся из-за нелестной рецензии (сам Топаз заявил, что так как он только сорвал с критика очки и разбил их, но не бил его, то и нападением это считать нельзя). Критик подал иск против Топаза, который вынужден был заплатить 20 000$.
В 1997 году у Топаза изъяли таблетки экстази.
В 2002 укусил за плечо звезду аргентинского телевидения Наталию Орейро. Был большой скандал, после которого оборвалась на взлете политическая карьера Дуду.
В 2003 году дважды обвинялся в сексуальном домогательстве (дела закрыты за недоказанностью обвинений).
В 2005 году в кафе вымазал официанту лицо мороженым. Дело «замяли».
В ноябре 2008 двое мужчин избили директора телевизионной компании «Кешет» Ави Нира. Затем двое мужчин избили Боаза Бен-Циона, бывшего импресарио Дуду Топаза. В мае 2009 двое мужчин избили заместителя директора телевизионной компании «Решет» Ширу Маргалит. Она попала в больницу с переломами лицевых костей. Видеокамеры наблюдения зафиксировали Топаза проезжающим на машине рядом с местом избиения.
В июне 2009 Дуду был задержан и дал признательные показания по обвинению в организации нападений на этих людей, которые, по мнению Топаза, препятствовали его планам вновь появиться на 2 канале.

## Смерть
3 июня 2009 года предпринял в тюрьме неудачную попытку самоубийства (передозировка инсулина).
20 августа 2009 года повесился в душевой комнате тюрьмы на шнуре от электрического чайника.

## Личная жизнь
Имел трёх сыновей от трёх разных женщин, на двух из которых был официально женат.
С конца 2008 вёл блог на сайте tapuz.co.il.